# Philemon Dickinson
Philemon Dickinson (Trappe, 1739. április 5. – Trenton, 1809. február 4.) az Amerikai Egyesült Államok szenátora (New Jersey, 1790–1793).